# Уштобе (Абайская область)
Уштобе (каз. Үштөбе) — село в Аксуатском районе Абайской области Казахстана. Входит в состав Кызылкесекского сельского округа. Код КАТО — 635855400.

## Население
В 1999 году население села составляло 1032 человека (524 мужчины и 508 женщин). По данным переписи 2009 года, в селе проживали 783 человека (380 мужчин и 403 женщины).